# Khamudi
Khamudi (còn được biết đến là Khamudy) là vị vua Hyksos cuối cùng thuộc vương triều thứ Mười Lăm của Ai Cập. Khamudi lên ngôi vua vào năm 1534 TCN hoặc 1541 TCN, và cai trị phần phía Bắc của Ai Cập từ kinh đô của ông tại Avaris. Ông cuối cùng đã bị Ahmose I đánh bại chỉ sau một thời gian ngắn cai trị và đánh dấu sự chấm dứt của Thời kỳ Chuyển tiếp Thứ Hai.

## Chứng thực
Khamudi được ghi lại là vị vua Hyksos cuối cùng trên bản danh sách vua Turin ở cột thứ 10, dòng 28 (mục 10.20 theo Gardiner). Ngoài điều này ra, chỉ có hai con dấu bọ hung được được cho là thuộc về ông một cách chắc chắn, cả hai đều đến từ Jericho.
Ngoài ra, một con dấu trụ lăn không rõ nguồn gốc nhưng có thể đến từ Byblos được khắc một đồ hình mà có thể đọc là "Khamudi". Cách đọc này không được thừa nhận bởi nhà Ai Cập học Kim Ryholt, ông ta thay vào đó đề xuất rằng đồ hình này đọc là "Kandy" và nhắc tới một vị vua chưa hề được biết đến. Trong bất cứ trường hợp nào đi chăng nữa, kể cả nếu đồ hình này mang tên của Khamudi, người ta tin rằng nó được khắc trên con dấu này đơn giản là để lấp đầy khoảng trống thay vì là một tham chiếu rõ ràng đến Khamudi. Con dấu này hiện được lưu giữ tại bảo tàng Petrie, số danh mục UC 11616.

## Độ dài triều đại
Căn cứ vào việc thiếu vắng các tài liệu có niên đại thuộc về triều đại của Khamudi, Ryholt đề xuất rằng triều đại của ông phải ngắn, chung quy là không quá một năm. Trong hoàn cảnh này, Khamudi sẽ chỉ được thừa hưởng không gì khác ngoài ngôi vua của người Hyksos, và có lẽ đang bị bao vây ở Sharuhen, thành trì cuối cùng của người Hyksos ở sa mạc Negev.
Điều này lại không được các học giả khác thừa nhận, chẳng hạn như Manfred Bietak, ông ta chỉ ra một năm thứ 11 của một vị vua vô danh trên cuộn giấy cói toán học Rhind. Bietak và nhiều nhà Ai Cập học khác tin rằng năm thứ 11 này thuộc về Khamudi vì nguyên văn của cuộn giấy cói này đề cập tới Ahmose I, người sáng lập nên thời kỳ Tân Vương quốc là "Hoàng tử của Miền Nam." Theo Thomas Schneider:
"Một độ dài triều đại khác có thể được suy luận ra từ ghi chú nằm trên mặt sau của cuộn giấy cói toán học Rhind, mà theo đó vào năm trị vì thứ 11 của vị vua đương triều, Heliopolis đã bị chinh phục, và "Hoàng tử của miền Nam" đã tấn công và chiếm Sile. Bởi vì "Hoàng tử của miền Nam" chắc chắn chỉ vị vua của Thebes là Ahmose, do đó năm trị vì thứ 11 chỉ có thể được quy cho thuộc về người kế vị của vị vua Hyksos Apepi: Khamudi. Kinh đô của người Hyksos Avaris sẽ thất thủ vào tay Ahmose không lâu sau đó".
Một niên đại khác trên cuộn giấy cói này được ghi một cách rõ ràng là năm thứ 33 của vị tiên vương Apepi. Người ta thường tin rằng Ahmose I đã chiến thắng vị vua Hyksos vào năm trị vì thứ 18 hoặc 19 của ông ta. Điều này được gợi ý bởi "một graffito trong một mỏ đá tại Tura mà theo đó 'những con bò từ Canaan' đã được sử dụng vào việc khai thác đá trong năm trị vì thứ 22 của Ahmose." Bởi vì những con bò chỉ có thể được mang đến sau cuộc bao vây kéo dài từ 3 tới 6 năm của Ahmose đối với thành phố Sharuhen ở miền Nam Canaan tiếp sau sự thất thủ của Avaris, điều này có nghĩa rằng triều đại của Khamudi đã phải kết thúc muộn nhất là vào năm thứ 18 hoặc 19 của Ahmose.